# Le Mangeur de haschisch
Le Mangeur de haschisch est un livre autobiographique de Fitz Hugh Ludlow (en) paru en 1857, décrivant l'auteur, les états modifiés de sa conscience et ses délires philosophiques sous l'emprise du cannabis. Aux États-Unis, le livre a suscité l'intérêt populaire pour le haschich, conduisant à créer des bonbons au haschich et des clubs privés de haschich. Le livre est resté populaire dans la contre-culture des années 1960.